# 陈清端公祠
陈清端公祠，位于中国广东省湛江市雷州市雷城镇东门内，为湛江市雷州市的一个市级文物保护单位，类型为古建筑，公布时间为1983年6月21日。
陈清端公祠的历史年代为清代。